# Lúcio Arrúncio Estela
Lúcio Arrúncio Estela (em latim: Lucius Arruntius Stella) foi um político e militar romano nomeado cônsul sufecto no final de 101 com Lúcio Júlio Marino Cecílio Simplex. Era amigo dos poetas Estácio e Marcial.

## Origem
Estela era um patrício de Patávio, na Gália Cisalpina. Estácio escreveu um epitalâmio por ocasião de seu casamento em homenagem aos noivos, Estela e Violentila.
Marcial compôs uma eulogia a um poema de Estela sobre uma pomba e descreve o próprio Estela em um de seus epigramas: "Estela, que eu amo, Severo, usa em seus dedos sardônica, esmeralda, diamante e jaspe. Em seus dedos e ainda mais em seus versos, encontrarás apenas pedras preciosas: eis, acredito, uma mão muito elegante". Estela foi mencionado muitas outras vezes nos epigramas de Marcial.

### Carreira
Estela foi admitido no colégio dos quindecênviros dos fatos sagrados em 91 e organizou, no mesmo ano, os jogos para o imperador Domiciano como edil. Em 93, por ocasião de um triunfo do imperador, Estela organizou novos jogos.
Em 101, foi nomeado cônsul sufecto por Trajano.. Depois disto, desapareceu do registro histórico.